# Parafia Ewangelicko-Reformowana w Warszawie

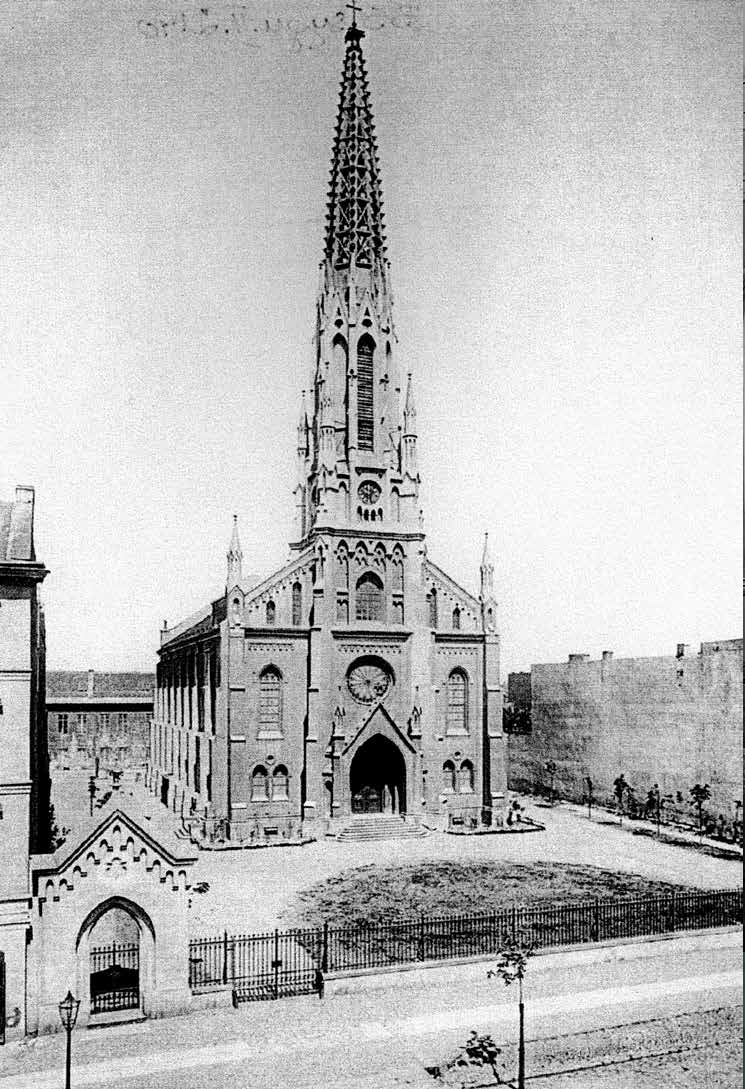
Kościół ewangelicko-reformowany w Warszawie ok. 1890

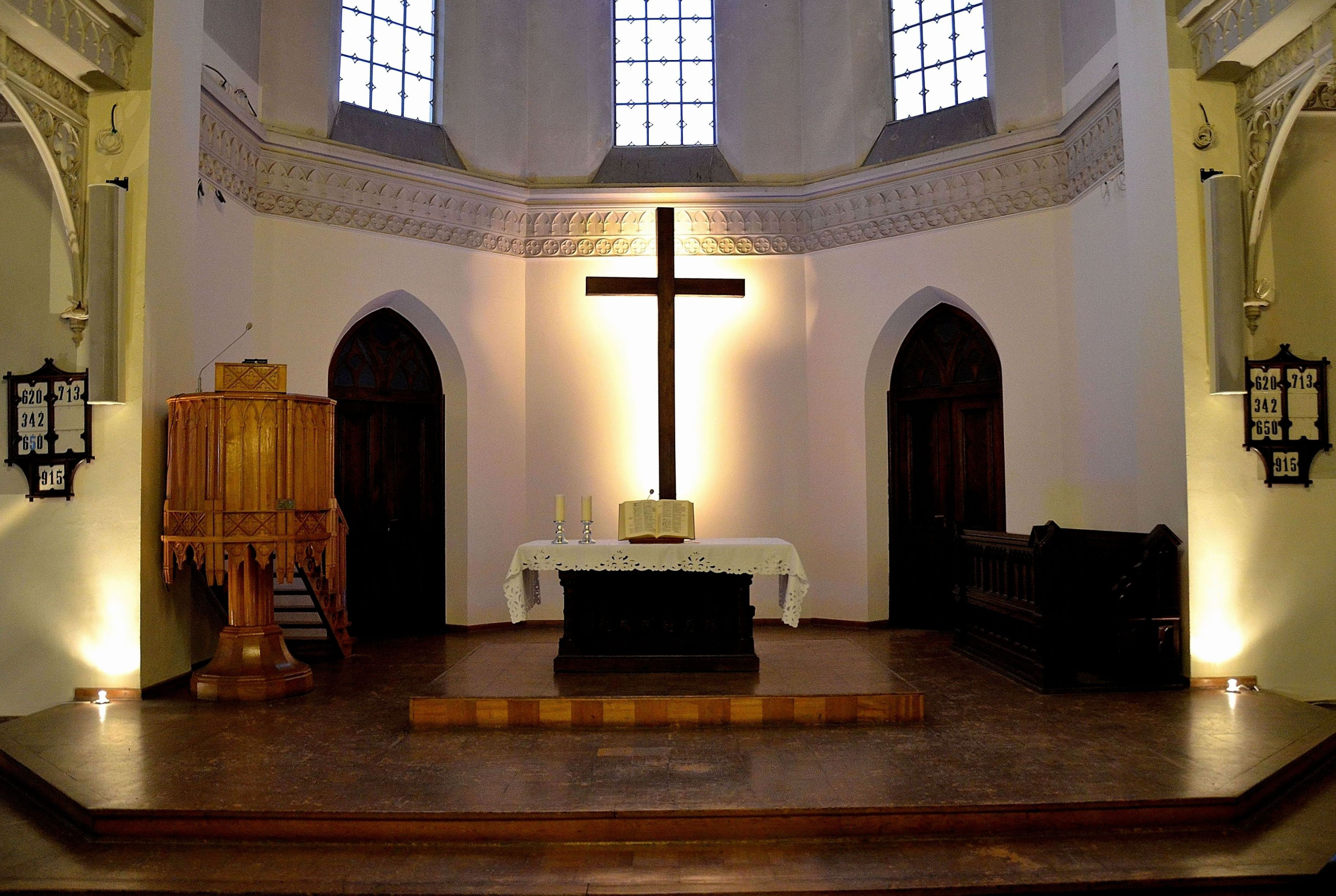
Prezbiterium świątyni

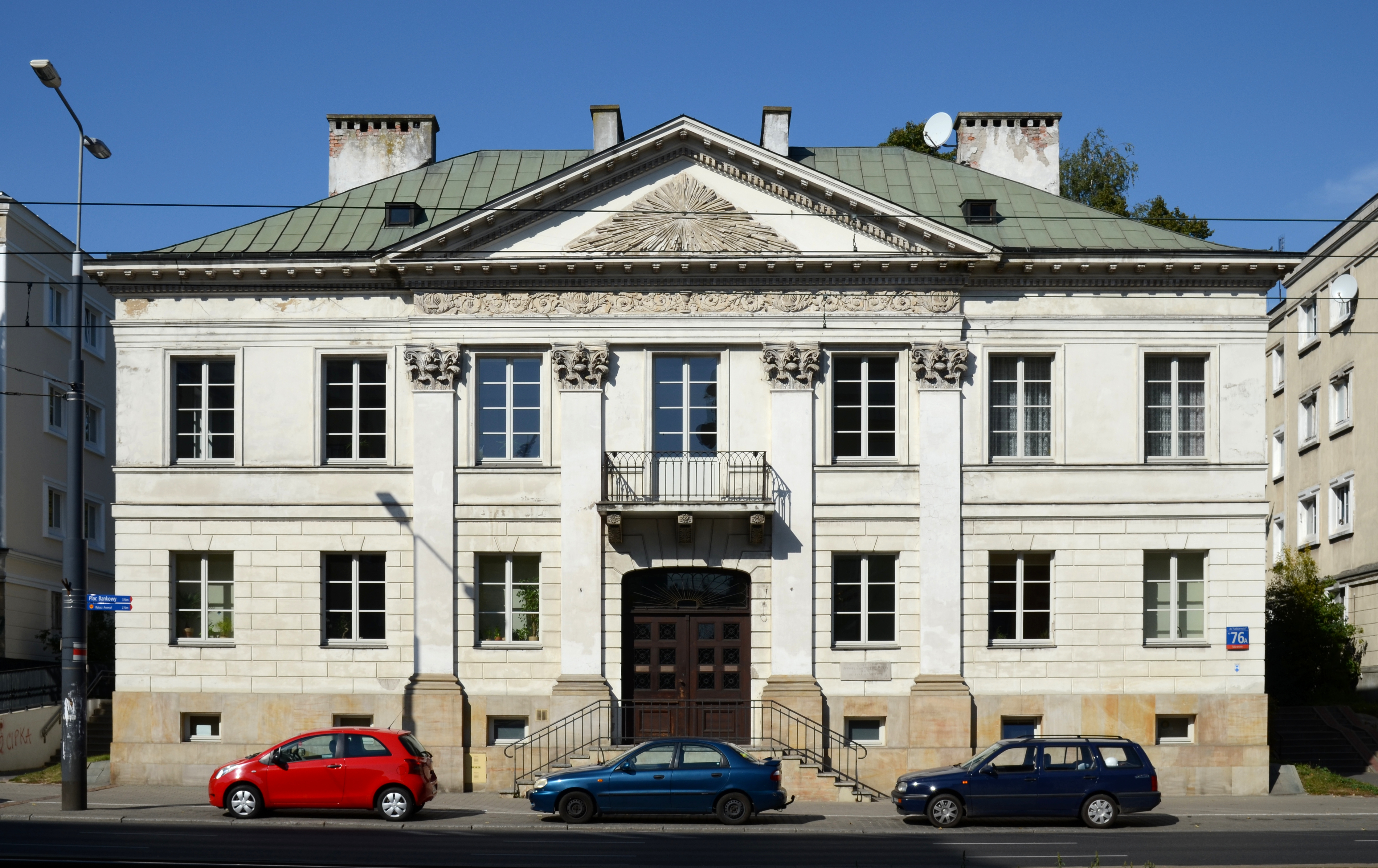
Budynek parafii przy al. „Solidarności” 76b (tzw. Dom Dysydentów)

Parafia Ewangelicko-Reformowana w Warszawie – zbór ewangelicki wyznania reformowanego działający w Warszawie, wchodzący w skład Kościoła Ewangelicko-Reformowanego w RP. Proboszczem parafii pozostaje ksiądz Michał Jabłoński. W 2019 skupiała 432 wiernych.

## Założenie parafii
Parafia została zarejestrowana na terenie Leszna w 1776 roku, kiedy cofnięto dekret Janusza Mazowieckiego z 1525 roku, zabraniający innowiercom osiedlania się na Mazowszu. Rok później poświęcono pierwszy kościół (obecnie siedziba Warszawskiej Opery Kameralnej) i wybudowano plebanię według projektu Szymona Bogumiła Zuga. W tym czasie przyjęto również pierwsze regulacje, tzw. Ordynacje, które regulowały pracę instytucji parafialnych (m.in. Rady i zebrań parafialnych) oraz ustalały kompetencje pastora. Parafia wykazywała wówczas dużą samodzielność w stosunku do zwierzchnich władz kościelnych, co związane było ze specyfiką wyznania kalwińskiego.
30 października 1866 r. rozpoczęto budowę nowego kościoła w stylu neogotyckim, według projektu architekta Adolfa Loewego. Budowa trwała 14 lat. 24 października 1880 roku świątynia została poświęcona. Wysoka wieża z koronkowym hełmem jest wzorowana na wieży katedry Najświętszej Marii Panny we Fryburgu Bryzgowijskim. Wśród elementów skromnego wystroju świątyni zwraca uwagę dębowa ambona wykonana według projektu Konstantego Wojciechowskiego.
W 1881 roku parafia założyła w należącym do niej pałacu Działyńskich szkołę elementarną i przytułek dla sierot, a w 1900 dom starców i kalek.

## 1918–1939
Po odzyskaniu niepodległości życie parafialne prężnie się rozwijało. Powstały Stowarzyszenie Młodzieży, Koło Misji Wewnętrznej i Koło Pań. Prowadzono zajęcia w szkole niedzielnej. Organizowano wycieczki poza miasto i kolonie dla dzieci w posiadłości ofiarowanej przez rodzinę Czapków.
W okresie międzywojennym parafia wydawała dwa czasopisma. W latach 1924–1928 „Żagiew Chrystusową”, a w latach 1926–1939 ogólnokościelne pismo „Jednota”.

## Okupacja
W 1940 budynek parafii wraz z kościołem, pałacem Działyńskich, Szpitalem Ewangelickim oraz kilkoma innymi budynkami przy ulicy  Mylnej znalazł się w tzw. enklawie ewangelickiej – wyłączonym z warszawskiego getta obszarze połączonym z dzielnicą aryjską wąskim korytarzem prowadzącą przez zniszczoną w czasie obrony Warszawy we wrześniu 1939 posesję przy ulicy Przejazd 5.
Parafianie i duchowni nieśli pomoc Żydom z getta, co upamiętnia jeden z pomników granic getta znajdujący się za budynkiem parafii.
W trakcie okupacji zginęło wielu parafian, zamordowano kilku księży. Ewangelicy brali udział w powstaniu warszawskim. Spłonęły budynki parafii na Lesznie, uszkodzeniu uległ kościół oraz parafialny cmentarz przy Żytniej 42.

## Po wojnie
Pierwsze nabożeństwa odprawiano w udostępnionej przez metodystów kaplicy przy placu Zbawiciela. Rozpoczęto remont kościoła przy al. „Solidarności”. Służył on także warszawskim luteranom, których świątynia spłonęła w 1939 roku.
W 1958 roku parafia odzyskała plebanię (pałacyk Zuga), gdzie swą siedzibę znalazły: Konsystorz Kościoła Ewangelicko-Reformowanego (najwyższy organ wykonawczy), redakcja reaktywowanej w 1957 roku „Jednoty”, a w latach 1960–1974 Polska Rada Ekumeniczna.
Administratorem parafii jest wybierane na cztery lata Kolegium Kościelne. Jego członkowie należą do grona współpracowników proboszcza. Ten wybierany jest na dziesięcioletnią kadencję. Kolegium i proboszcza wybiera Ogólne Zgromadzenie Zboru.
Odbywa się nauczanie religii dla dzieci i młodzieży: w szkółce niedzielnej, podczas lekcji przedkonfirmacyjnych i podczas dwuletnich zajęć z młodzieżą po konfirmacji. Świadectwa nauki religii są honorowane w szkołach publicznych.
Przy parafii prowadzone jest duszpasterstwo cudzoziemców narodowości chińskiej i wietnamskiej.
W parafii działa Ekumeniczny Chór Kameralny Kościoła Ewangelicko-Reformowanego w Warszawie, który od 1991 roku koncertuje na nabożeństwach kościoła parafialnego i kościołów innych wyznań, bierze udział w konkursach i występuje za granicą (Czechy, Finlandia, Szwajcaria, Niemcy, Słowacja, Rumunia).

## Duchowni (m.in.)
- Karol Bogumił Diehl
- Fryderyk Jakub Teichmann
- Józef Spleszyński
- August Karol Diehl
- Fryderyk Jelen
- Władysław Semadeni (1865–1930)
- Kazimierz Szefer
- Stefan Skierski (1873–1948)
- Jerzy Jelen
- Roman Mazierski
- Ludwik Zaunar
- Jan Józefat Potocki
- Edward Wende (1874–1949)
- Kazimierz Ostachiewicz (1883–1952)
- Władysław Paschalis (1892–1996)
- Emil Jelinek (1905–1979)
- Jan Niewieczerzał (1914–1981)
- Zdzisław Tranda (1925–2025)
- Zdzisław Grzybek (1926–1996)
- Bogdan Tranda (1929–1996)
- Jerzy Stahl (1939–1997)
- Mirosław Danys (ur. 1945)
- Lech Tranda (1956–2012)
- Piet van Veldhuisen (ur. 1959)
- Tadeusz Jelinek (ur. 1966)
- Michał Jabłoński (ur. 1967)
- Roman Lipiński (ur. 1946)

## Prezesi kolegium kościelnego
- Ludwik Pietrusiński (1803–1865)
- Ludwik Norblin (1836–1914)
- Kazimierz Loewe (1845–1924)
- Witold Bender (1930–2015)
- Władysław Scholl (ur. 1954)
- Piotr Niewieczerzał (ur. 1971)

## Cmentarz
Został założony w 1792 roku przy ulicy Żytniej 42. Wiele zabytkowych nagrobków wymaga renowacji, dlatego na ten cel pieniądze zbiera Społeczny Komitet Opieki nad Zabytkami Cmentarza Ewangelicko-Reformowanego w Warszawie.
Na cmentarzu spoczywają między innymi: Stefan Żeromski, Jeremi Przybora, Anna German i Kazimierz Mijal.